# 林維源
林維源（1840年3月21日—1905年6月16日），字時甫，號冏卿，臺灣板橋人，祖籍福建省漳州府龍溪縣白石堡吉上社，板橋林家的族長，生父林國華，養父林國芳。是一位富商、紳士、官吏。曾任太僕寺卿、幫辦台灣撫墾大臣等職。林維源與其兄林維讓屬板橋林家第四代，將林家聲勢推上最高峰，板橋林家花園也多在其手中完成。清朝馬關條約割台於日本後，遷居于閩南厦门至卒。

## 簡介
維源為林國華之子，幼時被過繼予國華之弟林國芳，林維源兼祧國華、國芳兩房。
1862年林國芳病死，林維源繼任為族長。
劉銘傳任台灣巡撫時為貫徹“招撫生番、清除內患、墾殖番地、擴張疆域”之政策，維源設立撫墾局於大溪。
1884年法国侵略臺湾（见“中法战争”，臺語俗稱西仔反），抗法军队出现经费困难，林维源主动借给公家20万两銀，以充军饷。
1886年奉清朝廷詔命以太常寺少卿身分擔任幫辦台灣撫墾大臣，台灣北部撫墾事務的主官。幫辦撫墾大臣雖受督辦台灣撫墾大臣（臺灣巡撫兼任）管轄，但實為北臺灣山地及台灣原住民區域之實際統治者，因此林維源成為台灣清治時期唯一本籍為台灣的地方主官。
維源任內多次領軍與臺灣原住民對仗，成果頗鉅。至於文事方面，也曾在臺北大天后宮設立番學堂以漢化原住民族。並多次帶領大溪原住民族學童至板橋參觀文物。撫墾工作至1886年、1887年以有墾田萬畝的成效。而後又助劉銘傳完成台灣土地清丈，於1890年晉封“太僕寺卿”。
此外，於經商方面，維源的建祥號為當時最大茶商，又與知名買辦李春生創立建昌公司投資房地產。維源生意頭腦極佳，曾與其兄林維讓捐助五十萬兩白銀資助台灣礦物鐵路建設；又參與樟腦輸出的事業。於1895年台灣民主國成立後，避走唐山廈門就未再參預官家事務。甲午战争后日本政府曾因台湾管理经费巨大，伊藤博文打算把台湾賣給法国。林維源率领台湾百姓欲筹金赎身，清政府却极力阻挠。后林维源于福建厦门隐居，直至逝世。
惟據許雪姬的研究，林家在1902年時在臺產業僅約312萬日圓

## 家族
- 除元配外，有側室四人。林維源育有四子：林懷訓（林訓壽，長子，早夭）、林祖壽（三子）、林伯壽（四子）、林松壽（五子）；另有一女 林月(1873-1911)。此外，有養子林爾嘉（次子）。又林維源女兒林月於七個月大時(1874年)過繼給鄭谷(林維源祖父林平侯曾傭於米商鄭谷家)的孫子鄭財為養女(長女；再姓為鄭月，鄭月後適米商(米搗業)王清之長子王佛來為妻，再姓為 王鄭月；後王鄭月生一女王大目(1897)，後王大目適米糧運輸商蔡必萍之長子蔡長廉為妻，再姓為蔡王大目；即林維源外孫女。[5]